# Bad Schönau

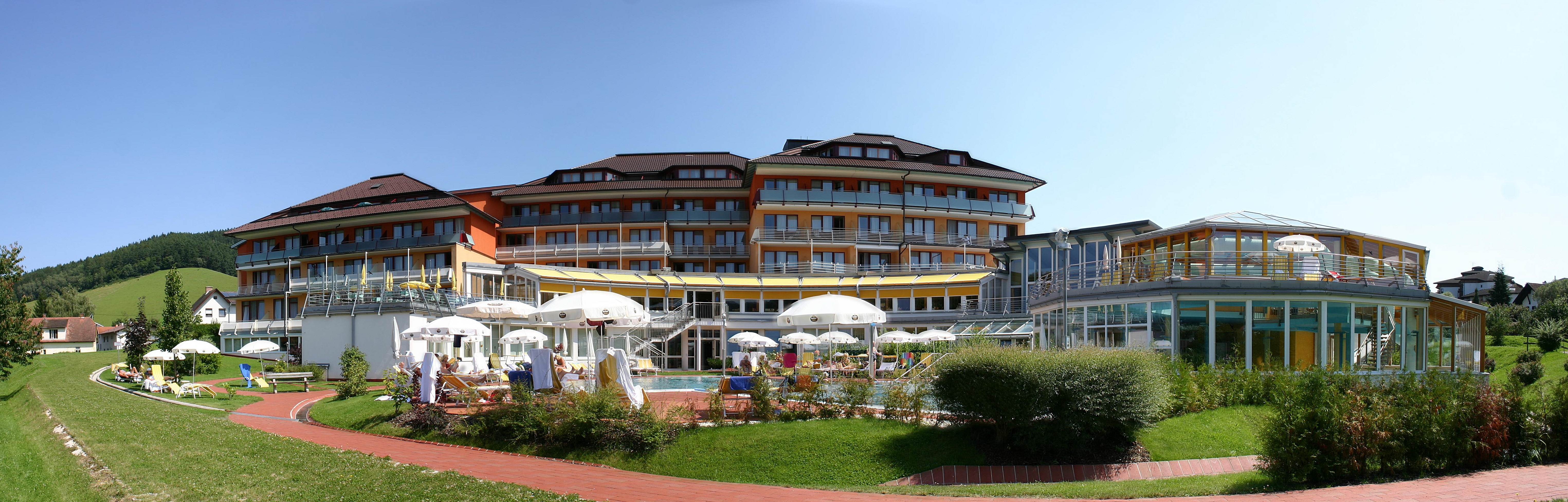
Vivea Hotel Bad Schönau Zum Landsknecht

Bad Schönau es un municipio situado en el distrito de Wiener Neustadt, en el estado de Baja Austria, Austria. Tiene una población estimada, a inicios de 2023, de 742 habitantes.
Está ubicado al sureste del estado, a poca distancia de la frontera con el estado de Burgenland, y al sur de Viena y del río Danubio.

## Economía
La tendencia general hacia el descenso de la población agrícola también se puede observar en la comunidad. La mayoría de la población trabaja en el turismo, dado que la localidad está ubicada en una zona termal. Hoteles de cuatro estrellas y dos posadas dan empleo a unas 350 personas. Hay alrededor de 900 plazas disponibles y se cuentan 200 000 pernoctaciones al año.